# Draginac
Draginac (szerbül Драгинац) egy falu Szerbiában, a Piroti körzetben, a Babušnicai községben.

## Népesség
- 1948-ban 729 lakosa volt.
- 1953-ban 732 lakosa volt.
- 1961-ben 615 lakosa volt.
- 1971-ben 606 lakosa volt.
- 1981-ben 485 lakosa volt.
- 1991-ben 483 lakosa volt
- 2002-ben 885 lakosa volt, akik közül 850 szerb (96,04%), 17 jugoszláv, 5 bolgár, 3 roma, 1 ismeretlen.